# Cataglyphis

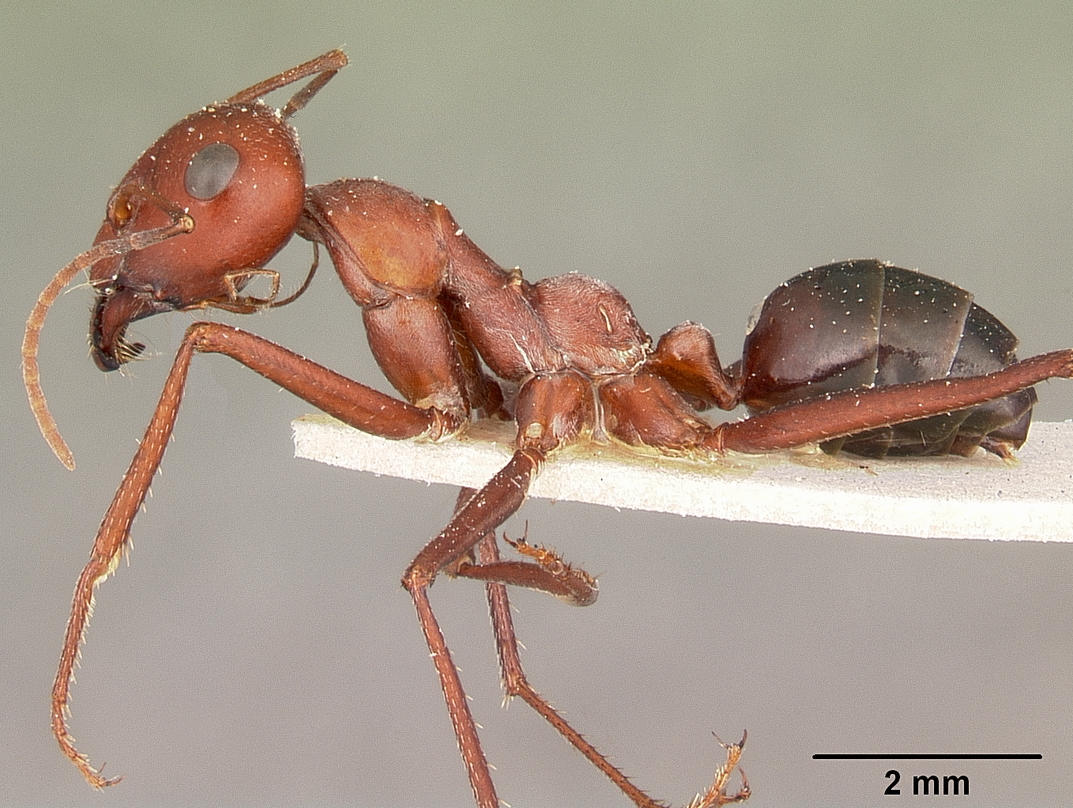
Eine der am besten untersuchten Arten ist Cataglyphis bicolor

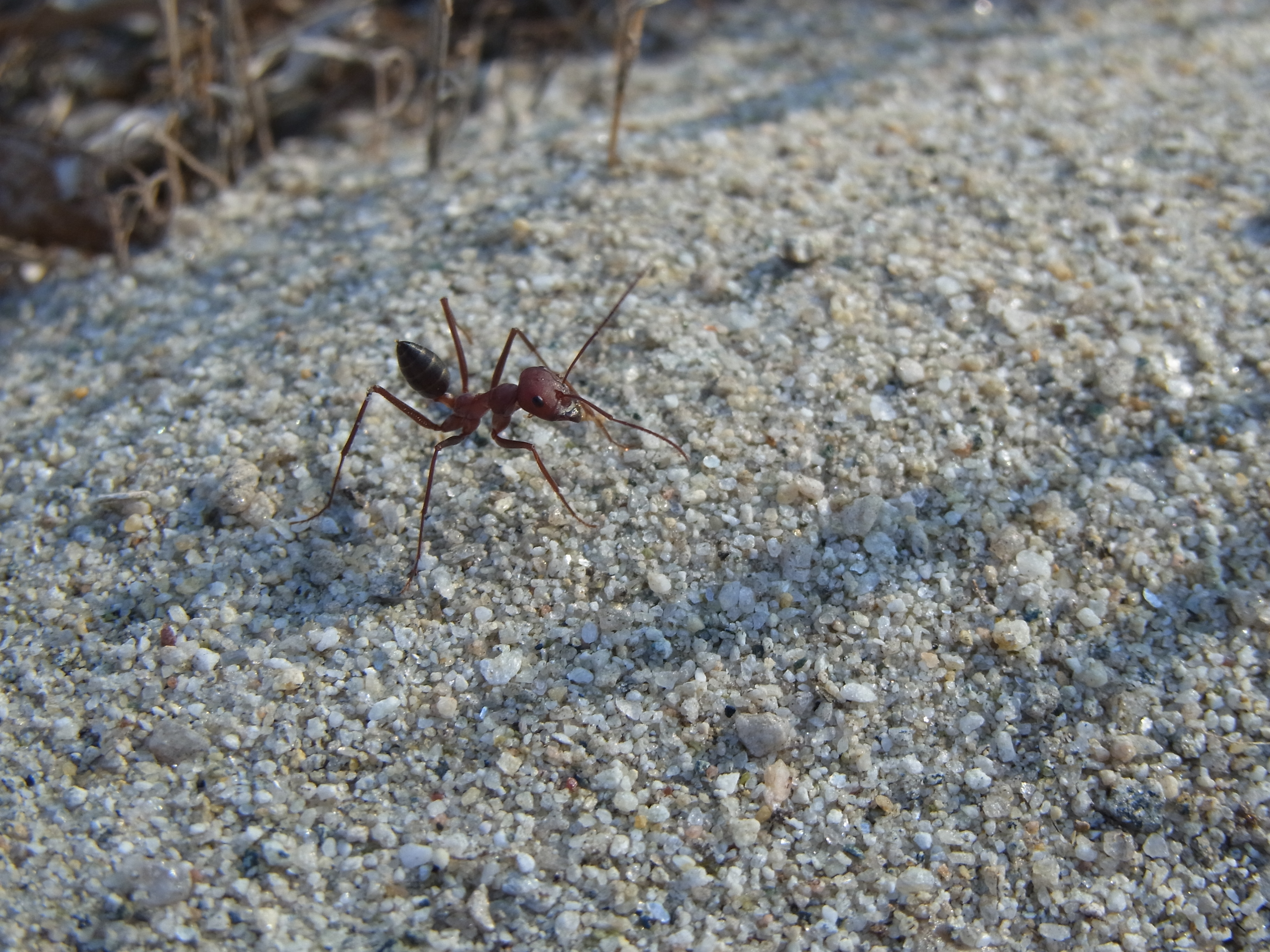
Cataglyphis nodus mit typisch aufgerichteter Gaster

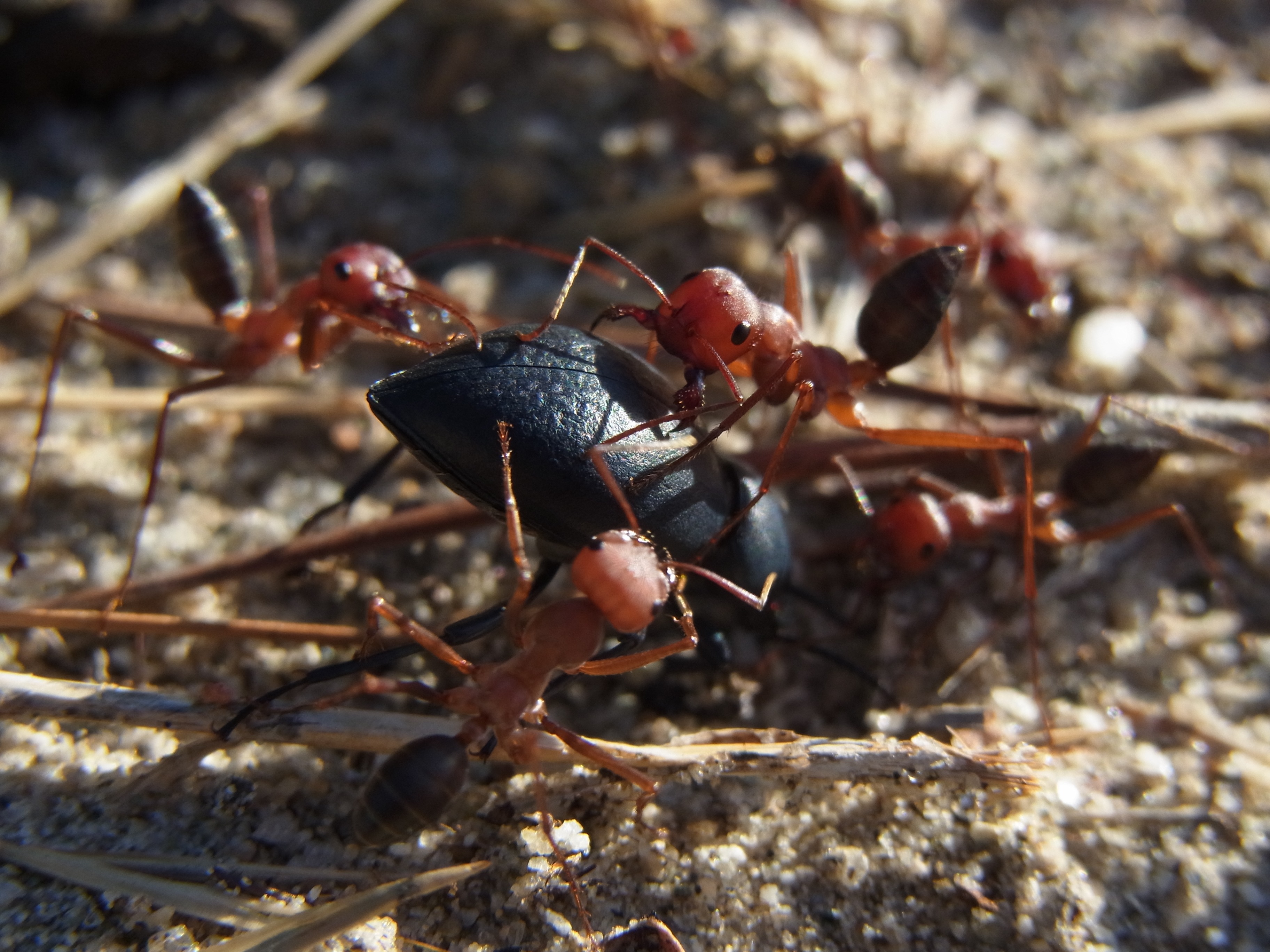
Soldatinnen von Cataglyphis nodus wehren einen Schwarzkäfer der Art Tentyria rotundata ab, der dem Nesteingang zu nahegekommen ist.

Cataglyphis, auf Deutsch manchmal als Wüstenameisen bezeichnet, ist eine Ameisengattung arider Gebiete des Mittelmeerraums, Nordafrikas, Vorder- und Zentralasiens. Die Arten fallen in ihrem Lebensraum durch tagaktive Lebensweise und extrem schnellen Lauf auf. Die Gattung, insbesondere die Arten Cataglyphis bicolor und Cataglyphis fortis, sind in Bezug auf ihre Lebensweise, vor allem ihr Orientierungs- und Sehvermögen, intensiv erforscht worden und wichtige Modellorganismen für die Modellierung von Verhalten. Bei Cataglyphis nodus (= C. noda) wurde zudem der Magnetsinn erforscht und nachgewiesen. In Mitteleuropa kommen zwei Arten vor: Cataglyphis aenescens in Ungarn und Cataglyphis nodus in Ungarn und der Slowakei.

## Merkmale
Cataglyphis-Arten gehören zu den Schuppenameisen (Formicinae), d. h. ihr freier Hinterleib (Gaster) schließt mit einem schuppenförmigen Stielglied (Petiolus) an den Rumpfabschnitt an. Die Tiere sind gelblich, hell braun oder schwarz gefärbt. Sie wirken manchmal durch die Behaarung (Setae, lange, einzellige, fadenförmige, stark chitinisierte Auswüchse) silbrig glänzend, welche der Thermoregulation durch Reflexion dient; die Silberameise Cataglyphis bombycina erhält dadurch ihre Bezeichnung.
Von anderen Gattungen der Formicinae sind sie aufgrund der Kombination folgender Merkmale zu unterscheiden: Die Mandibeln sind groß und dreieckig, sie tragen auf der Kauleiste eine Zahnreihe aus fünf Zähnen (bei wenigen Arten ausnahmsweise sieben), die von innen nach außen an Größe zunehmen. Das zweite Glied der Maxillen (Stipes) trägt große Borsten. Das erste Glied der Maxillarpalpen ist abgeflacht. Die Komplexaugen sitzen auffallend weit hinten am Kopf, immer in der hinteren Kopfhälfte. Die Stigmen am ersten, mit dem Thorax verschmolzenen Hinterleibssegment (Propodeum) sind schlitzförmig. Bei den meisten Arten bilden lange Borstenreihen an den Maxillen und am Außenrand der Mandibeln, oft auch an den Maxillarpalpen eine besondere, Psammophore benannte Struktur, die dazu dient, bei der Nahrungsaufnahme Sand und Staub zurückzuhalten.
Bei den Geschlechtstieren sind zusätzlich folgende Merkmale ausgebildet: Die Flügel der Weibchen tragen sehr kurze Haare (Mikrotricha), deren Länge geringer ist als ihr Abstand zueinander. Ihr Vorderrand ist gerade. Bei vielen Arten sind die Weibchen allerdings flügellos. Die Männchen entsprechen in ihrer Größe den Weibchen, auch ihre Augen sind ihnen gegenüber von gleicher Größe. Der Stipes der Maxillen trägt in der Mitte ein Anhängsel. Der Rumpfabschnitt ist auf der Oberseite abgesetzt schwarz gefärbt, oder er ist zweifarbig mit zwei Längsbändern und einem ovalen Fleck nahe dem Vorderrand.
Die Gattung ist morphologisch sehr einheitlich, sie wird in neun Artengruppen gegliedert. Viele Arten sind untereinander extrem ähnlich und morphologisch schwer unterscheidbar. Oft weisen solche Artenpaare oder Artengruppen aber markante Unterschiede im Vorzugshabitat und der Lebensweise auf. Wichtigste Merkmalsträger zur Unterscheidung der Arten sind die Genitalien der Männchen. Durch moderne Analysentechniken, wie z. B. die Signatur der Kohlenwasserstoffe in der Cuticula oder Analyse der DNA-Sequenz, wurden zudem zahlreiche Kryptospezies, die morphologisch kaum zu unterscheiden sind, nachgewiesen. Die tatsächliche Artenzahl der Gattung kann deshalb kaum verlässlich angegeben werden. So erwies sich zum Beispiel bei einer Untersuchung in Tunesien, dass das, was man vorher als Cataglyphis bicolor klassifiziert hatte, in Wirklichkeit ein Komplex dreier nah verwandter Arten (bicolor, viatica, savignyi) war. Es konnte nachgewiesen werden, dass diese Arten unterschiedliche Vorzugshabitate besiedeln (bicolor feuchtere, savignyi trockenere), aber nur, wenn sie zusammen (sympatrisch) im Lebensraum vorkommen.

## Lebensraum und Lebensweise
Alle Arten sind wärmeliebend (thermophil). Sie bewohnen bodentrockene Lebensräume von trockenen Wäldern über Steppen und Felsheiden bis hin zu echten Wüsten. Sie kommen in entsprechenden Gebieten von Meereshöhe bis in Gebirge (bis über 3000 Meter ü. NN) vor. In Wüsten gehören sie zu den am weitesten in trockene, lebensfeindliche Regionen vordringenden Arten. So lebt Cataglyphis fortis in Salzpfannen (Chotts), die nach dem Austrocknen temporärer Regenwassertümpel in der Sahara zurückblieben, sie ist nahezu der einzige Besiedler dieses extrem lebensfeindlichen Lebensraums. Mit einer Ausnahme, der Art Cataglyphis floricola, die vor allem Blütenblätter (Petalen) von Pflanzen aberntet, sind die Arten der Gattung spezialisierte Aasfresser. Sie sind vor allem an die Aufspürung und Verwertung toter Fluginsekten angepasst, die in die heißtrockenen Habitate von Cataglyphis eingeweht worden sind und hier umkommen. Zur Nutzung dieser Ressource haben die Arten der Gattung ein eigenes Verhaltensrepertoire ausgebildet. Sie jagen stets einzeln. Im Gegensatz zu fast allen anderen Ameisen kommen weder durch Pheromone markierte Pfade noch Rekrutierung von Artgenossen zu Nahrungsquellen hin vor. Einzige verbliebene Nutzung von Pheromonen ist bei ihnen die Markierung des Eingangs zu ihrem unterirdischen Nest. Die Suchaktivität ist bei fast allen Arten tagzentriert mit stärkster Laufaktivität in den heißen Mittagsstunden. In der zentralen Sahara ist Cataglyphis bombycina das einzige Insekt, das in der sommerlichen Mittagshitze, mit Bodentemperaturen über 60 °C, noch aktiv ist, wobei der rasche Lauf den Zeitraum des Bodenkontaktes kurz hält.
Cataglyphis-Arten zeigen in der Regel eine Fortpflanzungsperiode im Sommer, mit Eiablage und Larven etwa von April bis Oktober und einem Höhepunkt im Hochsommer (Juli/August). Während der Fortpflanzungsperiode ist der Nahrungsbedarf und damit die Aktivität der Arbeiterinnen am höchsten. Durch die Bevorzugung der heißesten Tageszeit in der wärmsten Periode des Jahres leben die Tiere, trotz ihrer sehr hohen Resistenz gegenüber hohen Temperaturen, die meiste Zeit am thermischen Limit: Ihre bevorzugte Aktivitätstemperatur liegt nur wenige Grad unter der tödlichen Maximaltemperatur. So ist z. B. bei Cataglyphis cursor das Aktivitätsmaximum bei 48 °C. Bereits bei 50 °C sterben (nach 10 Minuten Expositionszeit) 50 Prozent der Arbeiterinnen. Bei anderen Arten liegen die Werte in ähnlichen Bereichen. Durch diesen Lebensstil und ihre hohe Temperaturresistenz besetzen die Cataglyphis-Arten eine Ökologische Nische, die es ihnen erlaubt, sowohl der Konkurrenz anderer, in direkter Interaktion konkurrenzüberlegener Ameisenarten wie auch den meisten potenziellen Prädatoren (Räubern) auszuweichen. Die Lebensweise ist aber mit einem hohen Risiko erkauft. Bei der Untersuchung von Kolonien von Cataglyphis bicolor in Tunesien wurden Individuenverluste von täglich (!) 16 Prozent der aktiven Arbeiterinnen, vor allem durch Hitzestress bei hohen und Räuber bei niedrigeren Temperaturen, festgestellt. Die Lebenserwartung einer nahrungssuchenden Arbeiterin dieser Art wurde hier auf 6,1 Tage abgeschätzt.
Die hohe Temperaturresistenz mit Körpertemperaturen bis 53,6 °C bei Cataglyphis bombycina und 55,1 °C bei Cataglyphis bicolor erreichen die Tiere vor allem durch besonders intensive Synthese von Hitzeschockproteinen. Wichtig sind außerdem Anpassungen der Morphologie und des Verhaltens, um den Körper von der besonders stark aufgeheizten Bodenoberfläche selbst so weit wie möglich fernzuhalten. So besitzen viele Arten besonders lange Beine, andere heben den Gaster beim Laufen senkrecht in die Höhe.
Anders als die meisten anderen Ameisen, verteidigen Kolonien von Cataglyphis kein Nest- oder Nahrungsterritorium. Eine spezialisierte Soldatenkaste, die das Nest selbst verteidigt, wurde nur bei einer Art Cataglyphis bombycina gefunden. Viele andere Arten (z. B. Cataglyphis cursor) verteidigen nicht einmal den Nesteingang selbst. Eindringlinge ins Nest selbst, ob fremde Arten oder Individuen derselben Art von anderen Kolonien, werden aber in der Regel attackiert. Cataglyphis-Arten plündern Brut und Nahrungsvorräte fremder Kolonien, wenn sich dazu Gelegenheit bietet. Nestgenossen werden, wie üblich bei Ameisen, über die spezielle Signatur der Kohlenwasserstoffe ihrer Cuticula erkannt.
Innerhalb der Gattung kommen sowohl Arten mit nur einer Königin pro Kolonie (monogyn) (C. cursor, C. sabulosa, C. livida, C. bicolor, C. savignyi, C. hispanica) wie auch solche mit mehreren Königinnen (polygyn) (C. niger, C. mauritanica) vor. Bei einigen Arten (z. B. C. velox) ist die Struktur variabel. Bei den polygynen Arten und Populationen werden neue Kolonien in der Regel durch Teilung der Mutterkolonie erzeugt, in dem jeder jungen Königin ein Teil der Arbeiterinnen der Mutterkolonie folgt. Bei den monogynen Arten überwiegt unabhängige Koloniegründung durch ausfliegende Königinnen.
Geht die Königin verloren, sind einige Cataglyphis-Arten imstande, durch Reproduktion der Arbeiterinnen selbst nicht nur, wie üblich, männlichen Nachwuchs aus unbefruchteten Eiern zu erzeugen (arrhenotoke Parthenogenese), sondern auch weiblichen (thelytoke Parthenogenese). Dieser Fortpflanzungsweg (Amphitokie) ist sehr ungewöhnlich und sonst nur bei wenigen Legimmen (z. B. Erzwespen-Arten) gefunden worden. Bei Cataglyphis cursor werden anschließend überzählige Weibchen aggressiv eliminiert, bis eine neue Königin übrig bleibt.

## Orientierungsvermögen
Durch die Arbeitsgruppe der Zoologen Rüdiger Wehner und Harald Wolf ist der Orientierungssinn von Cataglyphis über lange Zeit intensiv erforscht worden. Die Ameisen orientieren sich demnach fast ausschließlich optisch. Wichtig sind optische Orientierungspunkte (Landmarken). Wesentlich für die Strategie der Art ist aber eine exakte Navigation über Pfadintegrale. Egal auf welchem indirekten und gewundenem Weg sie ein Nahrungsobjekt gefunden haben: Der Rückweg erfolgt in gerader Linie auf das Nest zu. Für diese Orientierungsleistung dient einerseits der jeweilige Winkel zum Sonnenstand (Sonnenkompass), andererseits die zurückgelegte Weglänge. Es wurde eine neuronale Architektur vorgeschlagen, nach der beide Variable relativ einfach durch zyklische Schaltkreise abgebildet werden könnten. Die Tiere sind imstande, den zurückgelegten Weg der Sonne am Himmel (Sonnenstand) bei fortschreitender Zeit miteinzuberechnen. Neben dem Sonnenstand selbst wird auch der Winkel des polarisierten Lichts am unbewölkten Himmel zur Lagebestimmung ausgenutzt. Wie bei vielen Insekten, dienen dazu einige spezialisierte Ommatidien am dorsalen Augenrand. Die Orientierungsleistung wird durch künstliche Erschwernisse (wie amputierte Gliedmaßen) nicht beeinträchtigt, aber sie verbessert sich auch nicht durch Training. Die Tiere berücksichtigen die tatsächliche Weglänge, nicht deren Projektion in die Ebene, wie sich (an Cataglyphis fortis) durch experimentelle Strecken mit Auf- und Abstiegsabschnitten nachweisen ließ. Bei Experimenten mit verkürzten oder künstlich (durch angeklebte „Stelzen“) verlängerten Beinen kamen die Ameisen gar nicht bis zu ihrem Nest zurück bzw. liefen zu weit. Daraus lässt sich schlussfolgern, dass die Tiere über einen inneren Wegmesser (Hodometer) zum Zählen ihrer Schritte und zur Berechnung genauer Entfernungen verfügen.
Untersuchungen ergaben ferner, dass die Ameisen während der Futtersuche mal hierin und mal dorthin laufen („mäandrierend“), nach dem Auffinden von Beute aber geradlinig zum Nest zurückkehren. Feldstudien in Griechenland, die 2018 publiziert wurden, erbrachten Hinweise darauf, dass diese Fähigkeit vor allem ihrem Magnetsinn zuzuschreiben ist.